# 洛阳东站
洛阳东站位于中华人民共和国河南省洛阳市瀍河回族区大同路，处于陇海铁路与焦柳铁路交汇处，隶属于中国铁路郑州局集团，现为一等区段站。

## 历史
1908年，洛阳东站建成，初称“河南府站”，为汴洛铁路的西端终点站。1919年1月改称洛阳站，1922年改称洛阳东站，1950年又改称洛阳站。1959年1月，原金谷园站改称洛阳站，该站名称又恢复为洛阳东站。
1983年，洛阳东站升为一等区段站。
2020年7月调图后，洛阳东站停办客运业务。

## 车站结构
洛阳东站为客货纵列式区段站。客场现有2条正线、2条到发线，担当焦柳线、陇海线部分旅客列车通过作业，站对侧为洛阳机务段。客场站房位于线路南侧，面积1988平方米，其中候车室289平方米、售票房424平方米、行包房417平方米。
焦柳铁路于车站上跨东咽喉，和陇海铁路分别用北西、西北、东南、南西四条联络线连接，称为“洛阳疏解区”。
洛阳东站运转场位于洛阳东站客场西端，担当陇海铁路直达、直通列车技术作业，陇海线东到货物列车的解体和部分编组作业，陇海线西向货物列车的编组作业。运转场为一级二场站型布置，设有到发场及调车场。其中到发场位于运转场北侧，陇海上、下行正线在到发场中间，两侧各设有5条到发线。调车场位于到发场南侧，设有12条编组线。
车站货场位于车站西南侧，主要办理洛阳市区的整车和零担货物运输，有货运线12股。